# GLADIATOR 012×1MC in OSAKA
GLADIATOR 012×1MC in OSAKAは、日本の総合格闘技団体「GLADIATOR」の大会の一つ。
2020年2月23日、大阪府大阪市の東成区民センターで開催された。

## 大会概要
今大会は、関西では昨年7月以来、7カ月ぶりの大会開催となる。当初は第4代GLADIATORフェザー級王者、じゅんへの挑戦権を賭けたトーナメント決勝で竹本啓哉と神田T-800周一が対戦予定であったが、じゅんの王座返上により、竹本と神田の試合が新王者決定戦となった。

## 試合結果
オープニングファイト バンタム級 5分1R
○  上河浩二 vs.  伊波たくみ ×
判定2-1
第1試合 ライト級 5分2R
○  石田拓穂 vs.  Mulisha ×
1R 4:34 腕ひしぎ十字固め
第2試合 フェザー級 5分2R
○  萩原京平 vs.  浅井亮麿 ×
2R 0:54 TKO
第3試合 GLADIATORフェザー級タイトルマッチ 5分3R
○  チハヤフル・ズッキーニョス vs.  占部タイガ ×
判定3-0
第4試合 62,75kgキャッチウエイト 5分2R
○  上田祐起 vs.  アゴデマン ×
1R 2:53 KO
※青山理葵（COMRADE）の負傷欠場でアゴデマンに変更され、計量でアゴデマンが1.5kgオーバー。イエローカード2枚スタート、上田が勝利時のみ公式記録の試合に。
第5試合 キックルール 62.5kg契約 3分3R
○  岩郷泰成 vs.  足達慶輔 ×
1R 2:53 KO
第6試合 フェザー級 5分2R
○  中川皓貴 vs.  天草ストロンガー四郎 ×
1R 1:06 ギロチン
第7試合 バンタム級 5分2R
○  清水俊一 vs.  大石真丈 ×
2R 4:48 腕ひしぎ十字固め
第8試合 ウェルター級 5分2R
○  レッツ豪太 vs.  脇本恭平 ×
2R 4:40 腕ひしぎ十字固め
第9試合 GLADIATORバンタム級王者決定戦 5分3R
○  竹本啓哉 vs.  神田T-800周一 ×
判定3-0
※竹本啓哉が第5代GLADIATORバンタム級王者に